# Sir Tristram
Die Sir Tristram (L3505) war ein Landungsschiff der britischen Royal Fleet Auxiliary. Benannt wurde das Schiff der Round-Table-Klasse nach dem Ritter Tristram (dt. Tristan), einem Ritter der Tafelrunde in der Artussage.

## Geschichte
Die Sir Tristram wurde 1967, wie damals alle britischen Landungsschiffe, bei der British Army in Dienst gestellt. 1970 wurden sie der Royal Fleet Auxiliary unterstellt. In den ersten Jahren war sie vorwiegend der in Hongkong stationierten Ocean Wave Fleet zugeteilt und operierte dementsprechend hauptsächlich im Pazifik. 

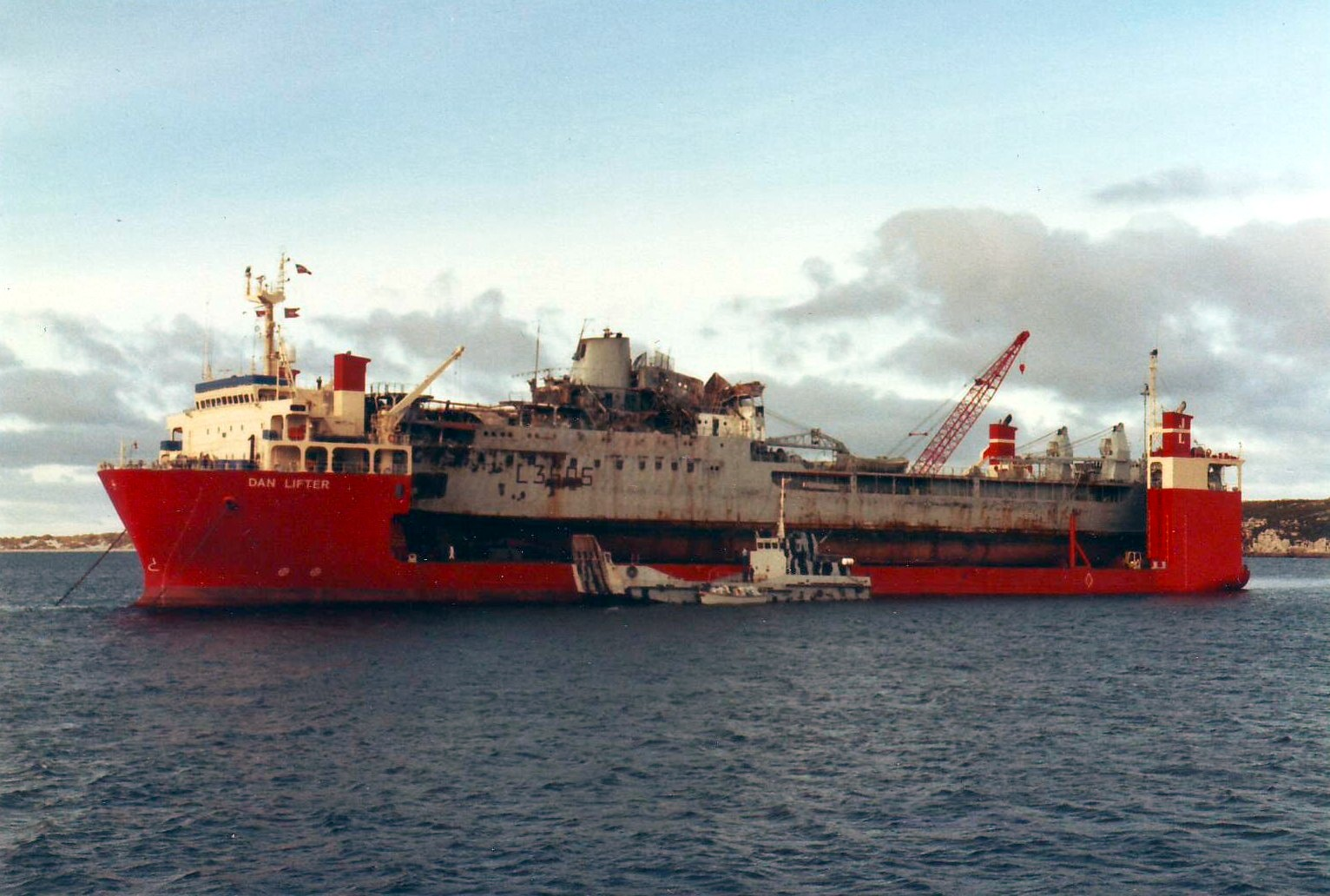
Die beschädigte Sir Tristram während des Transports in die Heimat

Zu Beginn des Falklandkrieges wurde sie 1982 zu den Falklandinseln entsandt. Am 8. Juni wurde die Sir Tristram, unmittelbar vor dem Beginn einer Anlandung britischer Truppen in der Bucht vor Port Pleasant von argentinischen Kampfflugzeugen angegriffen, die ihre Bordkanonen gegen das Schiffsdeck einsetzten, wobei zwei Besatzungsmitglieder getötet wurden. Zusätzlich wurde das Schiff von einer Bombe getroffen, die jedoch erst mehrere Stunden später detonierte, so dass der Besatzung genug Zeit blieb, um das Schiff zu verlassen. Während des Angriffes wurde auch das Schwesterschiff Sir Galahad getroffen, wobei 48 Soldaten starben. Im Gegensatz zur Sir Galahad, die aufgrund der schweren Schäden auf das offene Meer geschleppt und von der Onyx versenkt wurde, wurde die Sir Tristram nach Port Stanley geschleppt und diente dort bis Anfang 1984 als provisorische Unterkunft für britische Soldaten. Anschließend wurde sie an Bord eines Halbtaucherschiffs nach England transportiert und dort umfangreichen Reparaturarbeiten unterzogen, die knapp ein Jahr dauerten. 
In den 1990er-Jahren wurde sie im Zweiten Golfkrieg und während der Jugoslawienkriege eingesetzt. 2003 nahm sie am Irakkrieg teil. Die Sir Tristram wurde offiziell am 17. November 2005 außer Dienst gestellt. Nachfolger der Schiffe der Round-Table-Klasse (dt. Tafelrunde-Klasse) sind die größeren Docklandungsschiffe der Bay-Klasse, die in den Jahren 2006 und 2007 in Dienst gestellt wurden. Die Sir Tristram sollte eigentlich 2007 verschrottet werden, das Verteidigungsministerium entschied sich jedoch, das Schiff zu behalten und als Schulschiff der Royal Marines in Portland zu stationieren. Die Sir Tristram löste im September 2007 die über 60 Jahre alte HMS Rame Head in dieser Funktion ab.

## Konstruktion
Die Sir Tristram war eines von sechs Landungsschiffen der Round-Table-Klasse. Diese waren offiziell als Landing Ship Logistic (LSL) eingestuft, so dass sie nicht über ein Welldeck und somit auch nicht über bordeigene Landungsboote verfügten. Diese mussten von den größeren Docklandungsschiffen der Fearless-Klasse bereitgestellt werden. Für die Anlandung von hoher See führten sie lediglich Mexeflotes, motorisierte Pontons, mit, die jedoch nur bei leichtem Seegang einsetzbar waren. Durch ihren geringen Tiefgang konnte sie allerdings Truppen direkt über ihre Bug- und Heckrampen an der Küste anlanden. 
Die Sir Tristram war das vorletzte Schiff der Round-Table-Klasse. Während ihrer Reparatur nach dem Falklandkrieg wurde das Schiff erheblich modifiziert und um knapp zehn Meter verlängert, wodurch die Tonnage um etwa 1.000 Tonnen erhöht wurde. Ähnliches geschah 1994 mit dem Schwesterschiff Sir Bedivere.